# Suburra
A Suburra 2015-ös olasz-francia gengszterfilm. A filmet Stefano Sollima rendezte, aki a Gomorra című televíziós sorozatban is az utcai bandák életét helyezte előtérbe.

## Tartalom
Malgradi, a korrupt politikus egy szállodai szobában múlatja az időt két prostituálttal, de az egyik lány drogtúladagolás következtében meghal. Az eset nem jön jól Malgradinak, de a halott lány eltakarítását a másik utcalányra hagyja, aki viszont egyik alvilági barátját, Spadinót bízza meg a holttest eltüntetésével. Spadino nem sokkal később felkeresi a politikust, és részesedést akar a politikus piszkos ügyeiből, különben mindent kitálal a médiának. Malgradi megkéri maffiakapcsolatokkal rendelkező politikustársát, hogy ijesszenek rá a zsarolóra. A feladatot egy ostiai bűnöző, Nyolcas kapja, aki végül megöli Spadinót. Csakhogy Spadino bátyja a város egyik uzsoraügyletekből élő nagycsaládjának a feje, és bosszúra szomjazik. Őrült ámokfutásba kezd, aminek következtében a város alvilági csoportjai összecsapnak.

## Szereplők
| Szereplő          | Színész              | Magyar hang          |
| ----------------- | -------------------- | -------------------- |
| Filippo Malgradi  | Pierfrancesco Favino | Szabó Sipos Barnabás |
| Sebastiano        | Elio Germano         | Dolmány Attila       |
| Szamuráj          | Claudio Amendola     | Sörös Sándor         |
| 8-as              | Alessandro Borghi    | Makranczi Zalán      |
| Viola             | Greta Scarano        | Gáspár Kata          |
| Sebastiano apja   | Antonello Fassari    | Németh Gábor         |
| Berchet püspök    | Jean-Hugues Anglade  | Sághy Tamás          |
| Csótány           | Nazzareno Bomba      | Dézsy Szabó Gábor    |
| Manfredi Anacleti | Adamo Dionisi        | Király Attila        |
| Spadino Anacleti  | Giacomo Ferrara      | Molnár Levente       |
| Faisal            | Ahmed Hafiene        | Péter Richárd        |
| Mirko             | Simone Liberati      | Orosz Ákos           |
| Szamuráj mamája   | Franca Maresa        | Kassai Ilona         |
| Malgradi fia      | Francesco Sampaolo   | Pál Dániel Máté      |
| Malgradi felesége | Lidia Vitale         | Nyakó Júlia          |